# روبرت بريغز
روبرت بريغز (بالإنجليزية: Robert Briggs)‏ هو أحيائي أمريكي، ولد في 10 ديسمبر 1911، وتوفي في 4 مارس 1983.

## وصلات خارجية
- روبرت بريغز على موقع الموسوعة البريطانية (الإنجليزية)